# Aplocheiloidei
Die Aplocheiloidei sind eine Unterordnung der Zahnkärpflinge (Cyprinodontiformes). Die kleinen Süßwasserfische kommen in Südamerika, Afrika, Indien, Sri Lanka, Madagaskar, auf den Seychellen und in Südostasien bis nach Java vor.

## Merkmale
Die Fische sind schlank bis gedrungen, im Querschnitt meist drehrund, und werden 2,2 bis 22 Zentimeter lang. In der Regel sind die Männchen farbenprächtig, die Weibchen einfarbig grau oder bräunlich. Im Unterschied zur Zahnkärpflingsunterordnung Cyprinodontoidei, deren Bauchflossenbasen weit auseinander stehen, stehen sie bei den Aplocheiloidei nah zusammen. Ein Metapterygoid ist vorhanden, den Cyprinodontoidei fehlt dieser Schädelknochen. Aplocheiloidei besitzen drei Basibranchialia (Knochen an der Basis des Kiemenbogens), die Cyprinodontoidei zwei. Die vorn liegenden Nasenöffnungen der Aplocheiloidei sind röhrenförmig. Das Lacrimale ist schmal und verdreht. Das Basihyale, ein Element zwischen den Zungenbeinen, hat ein breites vorderes Ende. Die hintere Erweiterung des Vomer liegt dorsal (über) zum vorderen Arm des Parasphenoid. Das Mesethmoid, ein Schädelknochen, ist knorpelig.
Unter den Aplocheiloidei finden sich die Saisonfische, auch als annuelle Fische bezeichnet. Darunter versteht man Fische, die regelmäßig austrocknende Gewässer bewohnen. Die Fische überleben das Austrocknen der Heimatgewässer nicht, nur die Eier überdauern im Schlamm. Durch die einsetzenden Regenfälle am Ende der Trockenzeit schlüpfen die Jungfische und durchlaufen ihren Lebenszyklus dann in weniger als einem Jahr.

## Systematik
Zur Unterordnung der Aplocheiloidei gehören 838 rezente Arten in 53 Gattungen, die folgenden vier Familien zugeordnet sind:
- Aplocheilidae
- Nothobranchiidae
- Rivulidae
- † Kenyaichthyidae